# Český Krumlov (distrito)
Okres Český Krumlov é um distrito da República Checa, localizada na região de Boêmia do Sul.

## Cidades e municípios
- Benešov nad Černou
- Besednice
- Bohdalovice
- Boletice
- Brloh pod Kletí
- Bujanov
- Černá v Pošumaví
- Český Krumlov
- Dolní Dvořiště
- Dolní Třebonín
- Frymburk nad Vltavou
- Holubov
- Horní Dvořiště
- Horní Planá
- Hořice na Šumavě
- Chlumec u Českých Budějovic
- Chvalšiny
- Kájov
- Kaplice
- Křemže
- Lipno nad Vltavou
- Loučovice
- Malonty
- Malšín
- Mirkovice
- Mojné
- Netřebice
- Nová Ves u Brloha
- Omlenice
- Pohorská Ves
- Přední Výtoň
- Přídolí
- Přísečná
- Rožmberk nad Vltavou
- Rožmitál na Šumavě
- Soběnov
- Srnín
- Střítež u Kaplice
- Světlík
- Velešín
- Větřní
- Věžovatá Pláně
- Vyšší Brod
- Zlatá Koruna
- Zubčice
- Zvíkov